# Бакинский нефтеперерабатывающий завод
Нефтеперерабатывающий завод имени Гейдара Алиева (азерб. Heydər Əliyev adına Neft Emalı Zavodu) — нефтеперерабатывающий завод, расположенный на Абшеронском полуострове, один из крупнейших нефтеперерабатывающих заводов Закавказского региона.

## История
В 40-е годы XX века начала развиваться автомобильная промышленность. Однако, отсутствие качественного бензина было ощутимой проблемой. 29 июля 1953 года был издан приказ о создании нового Бакинского нефтеперерабатывающего завода.
В 1976 году на базе завода имени Андреева был основан Ново-Бакинский нефтеперерабатывающий завод (НБНЗ). В состав данного предприятия входила установка каталитического крекинга, что позволяло перерабатывать нефть с целью получения автомобильного бензина, масел.
Завод принадлежал государству, и после распада СССР стал частью Государственной нефтяной компании Азербайджана (SOCAR).
22 апреля 2004 года «Азернефтянаджаг» был переименован в Бакинский нефтеперерабатывающий завод им. Гейдара Алиева. В 2014 году НПЗ «Азнефтьяг» и Бакинский нефтеперерабатывающий завод имени Гейдара Алиева были объединены.
За время существования завод обработал свыше 300 миллионов тонн нефти, освоил обработку и получение новых нефтепродуктов и расширил производство на установках.
В 2006 году производство завода полностью обеспечило потребности Азербайджана в нефтепродуктах. 37,9 % общего производства было экспортировано, 41,4 % экспорта приходилось на долю моторного топлива. По сравнению с 2005 годом объём экспорта нефтеперерабатывающего завода вырос на 67,1 %.
В апреле 2017 года стало известно о подписании контракта между «SOCAR» и «AZFEN». «SOCAR» была выбрана компанией «AZFEN» в качестве местного подрядчика для строительства новой битумной установки на Бакинском НПЗ имени Гейдара Алиева в Азербайджане.
Прежние названия:
- Завод им. Сталина

- Завод им. Караева

- Нефтеперерабатывающий завод имени XXII Съезда КПСС

- Ново-Бакинский нефтеперерабатывающий завод имени Владимира Ильича

- «AzerNeftYanacaq» («Азернефтянаджаг»)

- Бакинский нефтеперерабатывающий завод имени Гейдара Алиева (c 22 апреля 2004)

## Структура
В состав завода входят 4 крупные установки:
- ЭЛОУ-АВТ-6, мощность, которой позволяет перерабатывать миллионы тонн нефти
- Установка замедленного коксования
- Установка каталитического риформинга, которая используется для переработки бензиновых и лигроиновых фракций нефти для получения высококачественного бензина
- Установка каталитического крекинга, которая позволяет перерабатывать нефть при высокой температуре и получать из неё разные топлива, масла и сырьё для нефтехимической промышленности

## Деятельность
Завод перерабатывает 21 из 24 сортов нефти. На заводе производится 15 видов нефтепродуктов, в том числе автомобильный бензин марки АИ-92, авиационный керосин, дизельное топливо, мазут, нефтяной кокс. Завод обеспечивает основную долю потребности внутреннего рынка Азербайджана в нефтепродуктах.
Производительность завода составляет 6,0 млн. т./год.
ED-AV-6 (ЭЛОУ-АВТ-6) введена в эксплуатацию в 1976 году. Установка каталитического риформинга была введена в эксплуатацию в 1980 году. В 1986 году введена установка замедленного коксования.
В 1993 году введена в эксплуатацию установка каталитического крекинга. Производительность установки составляет 2 млн тонн в год. На установке также производится лёгкая флегма, отправляемая далее на завод «Азерхимия» для производства технического пропана, технического бутана и сухого газа.
На 2023 год производительность завода составляет 1,2 млн тонн автомобильного бензина, 1,9 млн тонн, дизельного топлива, 600 тыс. тонн реактивного топлива, 112 тыс. тонн нефтехимической продукции в год.
45 % производимых нефтяных продуктов на заводе экспортируются.
В 2006 году Бакинский НПЗ им. Гейдара Алиева приостановил производство нефтяного кокса. Причиной стал низкий спрос.

## Перспективы развития
В планы дальнейшего развития входит увеличение производительности с 6 млн. т. до 7,5 млн. т. в год, получение бензина и дизельного топлива стандарта Евро-5, производство на заводе «Азерхимия» бутановой фракции, начало производства водорода.
С этой целью на данной момент на заводе строятся следующие технологические установки:
• Гидроочистка дизельного топлива
• Получение водорода
• Изомеризация
• Обогащение водорода
• Гидроочистка нафты
• МТБЭ (метил-три бутиловый эфир)
• Гидрогенизация бутиленовой фракции
• Получение серы
• Очистка кислых вод
• Новая факельная установка
Строительством установок занимается итальянская фирма Maire Tecnimont. Подрядчики — «Устай» (тур. «Üstay») и «Prokon».
Подписано соглашение с компанией Axens (Франция) на установку каталитического крекинга.
В проекте модернизации завода участвуют 50 подрядчиков и более 190 производителей оборудования из Азербайджана и из-за рубежа.
Модернизацию завода планируется завершить к 2027 году.

## Международное сотрудничество
В 2015 году был запущен проект модернизации БНПЗ, в рамках которого были подписаны соглашения с зарубежными компаниями по проектированию, закупке и строительству. Предполагается, что после реконструкции мощность переработки НПЗ увеличится до 7,5 млн. т нефти в год.
В октябре 2015 года Госнефтекомпания Азербайджана подписала контракт с австрийской компанией Poerner по строительству битумной установки. 2 августа 2016 года был подписан контракт по детальному проектированию, закупкам и управлению строительством новой битумной установки на НПЗ.
В мае 2016 года было подписано соглашение с компанией Air Liquide о строительстве на территории завода установки по производству водорода.
19 декабря 2017 года в рамках проекта реконструкции и модернизации нефтеперерабатывающего завода был подписан контракт EPCm о проектировании, закупки и строительстве между БНПЗ и испанской компанией Tecnicas Reunidas. Основным пунктом контракта является реконструкция установок.
В рамках того же проекта 1 февраля 2018 года был подписан контракт с альянсом компаний Tecnimont и Kinetics Technology о строительстве установок. По договору предполагается сооружение 10 установок на территории БНПЗ. Альянс компаний Tecnimont и Kinetics Technology и бакинский нефтеперерабатывающий завод имени Гейдара Алиева (БНПЗ) Государственной нефтяной компании Азербайджана (SOCAR) подписали контракт на строительство установок в рамках проекта реконструкции и модернизации завода.